# Міллеровський район
Мі́ллеровський райо́н (рос. Миллеровский район) — район у північній частині Ростовської області Російської Федерації. Адміністративний центр — місто Міллерово.

## Географія
Район розташований у півнінчо-західній частині області, на кордоні з Україною. На півночі межує із Чертковським районом, на сході — із Кашарським, на півдні — із Тарасовським районом, на заході — із Луганською областю України.

## Історія
Міллеровський район був утворений 1965 року. До цього існував Міллерово-Глибокинський (1922–1923), Мальчевсько-Полненський (1924–1933), Мальчевський (1933-1965) та Криворізький (1924-1928 та 1933-1959) райони.

## Населення
Населення району становить 66735 осіб (2013; 68360 в 2010).

## Адміністративний поділ
Район адміністративно поділяється на 1 міське та 12 сільських поселень, які об'єднують 1 місто та 117 сільських населених пунктів:
| Поселення                           | Площа, км² | Населення, осіб (2010) | Центр          | Населені пункти |
| ----------------------------------- | ---------- | ---------------------- | -------------- | --------------- |
| Верхньоталовське сільське поселення | -          | 2014                   | Верхньоталовка | 13              |
| Волошинське сільське поселення      | -          | 4052                   | Волошино       | 12              |
| Дьогтевське сільське поселення      | -          | 2810                   | Дьогтево       | 9               |
| Колодезянське сільське поселення    | -          | 2141                   | Колодезі       | 8               |
| Криворозьке сільське поселення      | -          | 3735                   | Криворож'є     | 13              |
| Мальчевське сільське поселення      | -          | 4028                   | Мальчевська    | 5               |
| Міллеровське міське поселення       | -          | 36499                  | Міллерово      | 1               |
| Ольхово-Розьке сільське поселення   | -          | 2672                   | Ольховий Ріг   | 8               |
| Первомайське сільське поселення     | -          | 2750                   | Малотокмацький | 14              |
| Сулінське сільське поселення        | -          | 2353                   | Сулін          | 9               |
| Тітовське сільське поселення        | -          | 1025                   | Тітовка        | 4               |
| Треневське сільське поселення       | -          | 2629                   | Долотінка      | 8               |
| Туріловське сільське поселення      | -          | 1652                   | Венделеєвка    | 9               |

### Найбільші населені пункти
| №  | Населений пункт | Населення, осіб (2010) |
| -- | --------------- | ---------------------- |
| 1  | Міллерово       | 36 499                 |
| 2  | Мальчевська     | 3 431                  |
| 3  | Волошино        | 2 512                  |
| 4  | Криворож'є      | 1 520                  |
| 5  | Колодезі        | 1 188                  |
| 6  | Дьогтево        | 1 185                  |
| 7  | Ольховий Ріг    | 893                    |
| 8  | Долотінка       | 880                    |
| 9  | Позднеєвка      | 841                    |
| 10 | Тітовка         | 814                    |

## Економіка
Район є сільськогосподарським, де займаються вирощуванням зернових, технічних культур та тваринництвом. Розвивається також переробна промисловість сільськогосподарської продукції, машинобудування, вуглевидобуток, хімічна та легка галузі.

## Відомі особистості
У районі народився:
- Лихоносов Володимир Васильович (1935—2007) — український художник (с. Грекове).